# Cheilosia aerea
Cheilosia aerea es una especie de sírfido. Se distribuyen por el paleártico en Eurasia.